# Соный-ванху
Соный-ванху (선의왕후; 14 декабря 1705 г. - 12 августа 1730 г.) — чосонская королева-консорт. Вторая супруга Ли Юна, короля Кёнджона, 20-го монарха Чосона. Происходила из клана Хамджон О. Она была королевой Чосона с 1720 года до смерти своего мужа в 1724 году, после чего была удостоена звания Вдовствующей королевы Кёнсун (경순왕대비).

## Жизнеописание
Будущая королева родилась 14 декабря 1705 года во время правления короля Сукчона. Её отец, О Югу, был членом клана Хамджон О, а её мать была членом клана Чонджу И.
Её кузина в 4-м поколении вышла замуж за двоюродного брата отца госпожи Хегён, Хон Сан Хана. В конечном итоге они стали прадедушкой и прабабушкой Хон Хён Чжу; мужа принцессы Суксон, дочери короля Чонджо и Королевской Благородной супруги Су из клана Баннам Парк.
В 1718 году, когда госпоже О было 14 лет, она вышла замуж за 30-летнего Наследного принца Хвисо и была назначена Наследной супругой-консортом. Когда её муж взошёл на престол и стал 20-м монархом Чосон (храмовое имя: Кёнджон) в 1720 году, она автоматически стала королевой-консортом.
Король страдал от слабого здоровья и не мог произвести на свет наследника. Во время его правления фракции Норон и Сорон боролись за власть. Фракция Сорон была правящей политической фракцией и поддерживала Кёнджона, а фракция Норон поддерживала его сводного брата, принца Ёнина. Фракция Норон и его мачеха, Вдовствующая королева Хесун, оказали на него давление, чтобы он назначил принца Ёнина своим наследником.
Согласно одной теории, королева выступила против принца Ёнина и планировала тайно усыновить принца Милпуна (밀풍군, Милпун-Кун), правнука Наследного принца Сохёна, первого сына короля Инджо. Однако через два месяца после возведения короля на престол принц Ёнин был назначен Наследным принцем (Ванседже, 왕세제, 王世弟).
Позже Кёнджон умер в 1724 году, и королева была удостоена звания Вдовствующей королевы Кёнсун. Принц Ёнин сменил своего брата на посту 21-го монарха Чосон (храмовое имя: Ёнджо). Узнав, что её семью подозревают в покушении на Ёнджо, Кёнсон пришла в ярость и отказалась от еды. Она умерла от голода в 1730 году в зале Чосын во дворце Кёнхый.
Посмертно ей был присвоен титул королевы Соный (선의왕후, 宣懿王后).
После её смерти зал Чосын был преобразован в жилые помещения для Наследного принца Садо, название которого было изменено на Чвисондан (취선당), а также комната Соджу. В своих мемуарах госпожа Хегён заявила, что причина, по которой психическое заболевание Наследного принца Садо ухудшилось или началось, заключалась в зловещей обстановке в жилых помещениях зала; Королевская благородная супруга Хый, мать Кёнджона, была казнена в этом зале в 1701 году, а королева Соный умерла 37 лет спустя в том же зале.

## Семья

### Родители
- Отец — О Югу (18 апреля 1675 — 16 января 1740) (어유구, 魚有龜)
  - 1) Дедушка − О Са Хён (어사형, 魚史衡) (1647 - 1723)
    - 2) Прадед - О Джин-ик (어진익, 魚震翼) (6 ноября 1625 г. - 25 августа 1684 г.)[2]
      - 3) Прапрадедушка − О Хан-мён (어한명, 魚漢明) (1592 - 1648)
        - 4) Прапрапрадедушка — О Мон-рин (어몽린, 魚夢獜)

      - 3) Прапрабабушка − госпожа Квон из клана Андон Квон (안동 권씨, 安東權氏) (? - 1670)

    - 2) Прабабушка - госпожа Вон из клана Вонджу Вон (원주 원씨, 原州元氏) (1625 - 15 июля 1715)

  - 1) Бабушка — госпожа Юн из клана Чонджу Юн (정경부인 전주 유씨, 貞敬夫人 全州 柳氏) (1645 — ?)
- Мачеха - Внутренняя принцесса-консорт Чонсон из клана Чоный Ли (증 전성부부인 전의 이씨, 贈 全城府夫人 全義 李氏) (1673–1692)
  - Сводный дедушка - Ли Ман-мо (통덕랑 이만모, 通德郞 李萬模)
- Биологическая мать - Внутренняя принцесса-консорт Ванрын из клана Чонджу И (완릉부부인 전주 이씨, 贈完陵府夫人全州李氏); Вторая жена О Югу
  - 1) Дедушка - И Ха-бон (현감 이하번, 縣監 李夏蕃)
  - 1) Бабушка — госпожа Ким (김씨, 金氏)
- Мачеха - Внутренняя принцесса-консорт Сансан из клана Сансан Ким (상산부부인 김씨, 商山府夫人 金氏) (? - 1754)
  - Сводный дедушка - Ким Дон Соль (김동설, 學生 金東說)

### Братья и сестры
- Старшая сводная сестра - госпожа О из клана Хамджон О (어씨)
  - Шурин - Ким Си Гё (김시교, 知事 金時敎) из клана Андон Ким (안동 김씨, 安東 金氏)
- Старшая сестра — госпожа О из клана Хамджон О (어씨)
  - Шурин - И Бо-сан (이보상, 李普祥) из клана Чонджу И
- Старшая сестра — госпожа О из клана Хамджон О (어씨)
  - Шурин — Хун Ге-гу (홍계구, 洪啓九)
- Младшая сводная сестра — госпожа О из клана Хамджон О (어씨)
  - Шурин - И Джи-сун (이지순, 李址順) из клана Хансан И (한산 이씨, 韓山 李氏)
- Младшая сводная сестра — госпожа О из клана Хамджон О (어씨)
  - Шурин - Сим И-джи из клана Чхонсон Сим (청송 심씨) (심이지, 沈履之) (1720 - 1780)
- Младший сводный брат - О Сок Чжон (어석정, 魚錫定) (1731 - 1793)
  - Невестка - госпожа Сим из клана Чхонсон Сим (청송 심씨, 靑松 沈氏)
- Младший сводный брат - О Сок-нён (어석녕, 魚錫寧)
  - Невестка - госпожа Хон из клана Намьян Хон (남양 홍씨, 南陽 洪氏)

### Супруг
- Муж — И Юн, король Кёнджон (20 ноября 1688 — 11 октября 1724) (조선 경종) —детей не было.
- Свекор — И Сун, король Сукчон (숙종대왕) (1661–1720)
- Свекровь — Чан Ок Чжон, Королевская Благородная супруга Хый из клана Индон Чан (희빈 장씨)